# Wuppertaler Schwebebahn

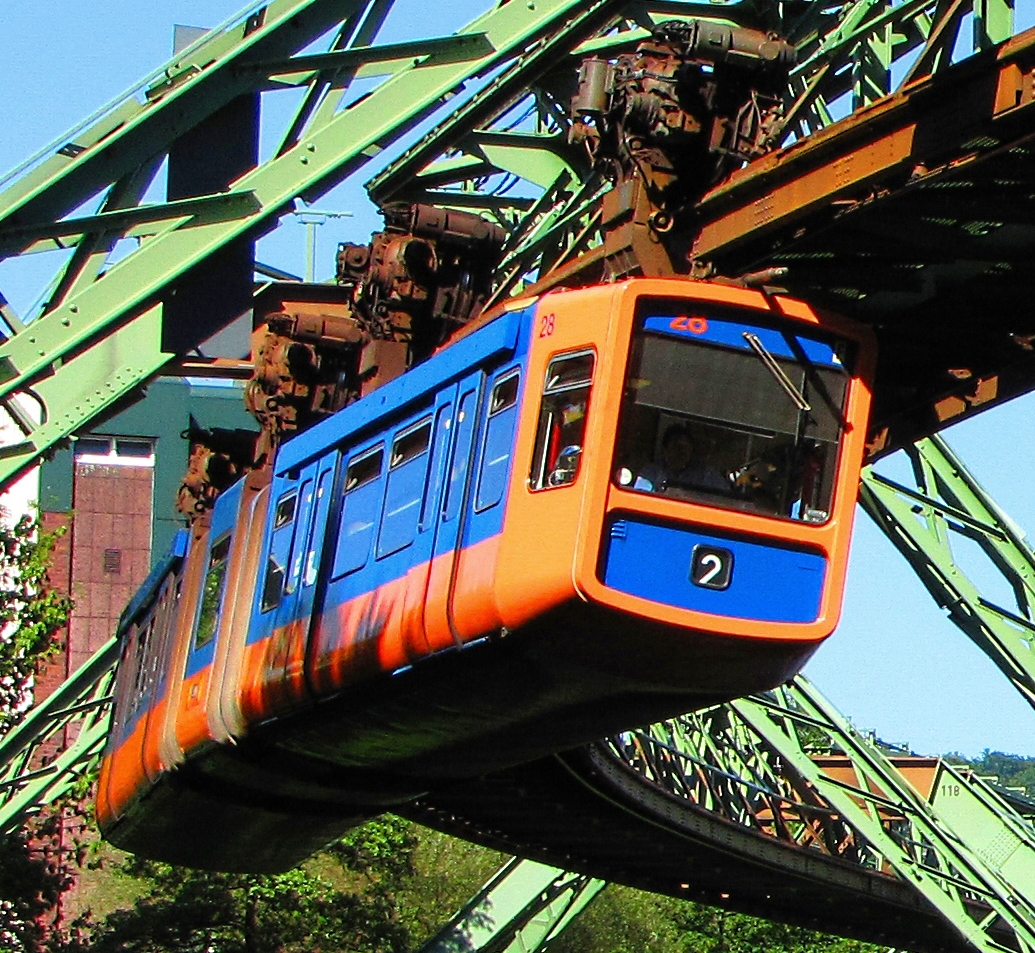
Wuppertaler Schwebebahn bij de Varresbecker Straße. De trein hangt duidelijk scheef in de bocht.

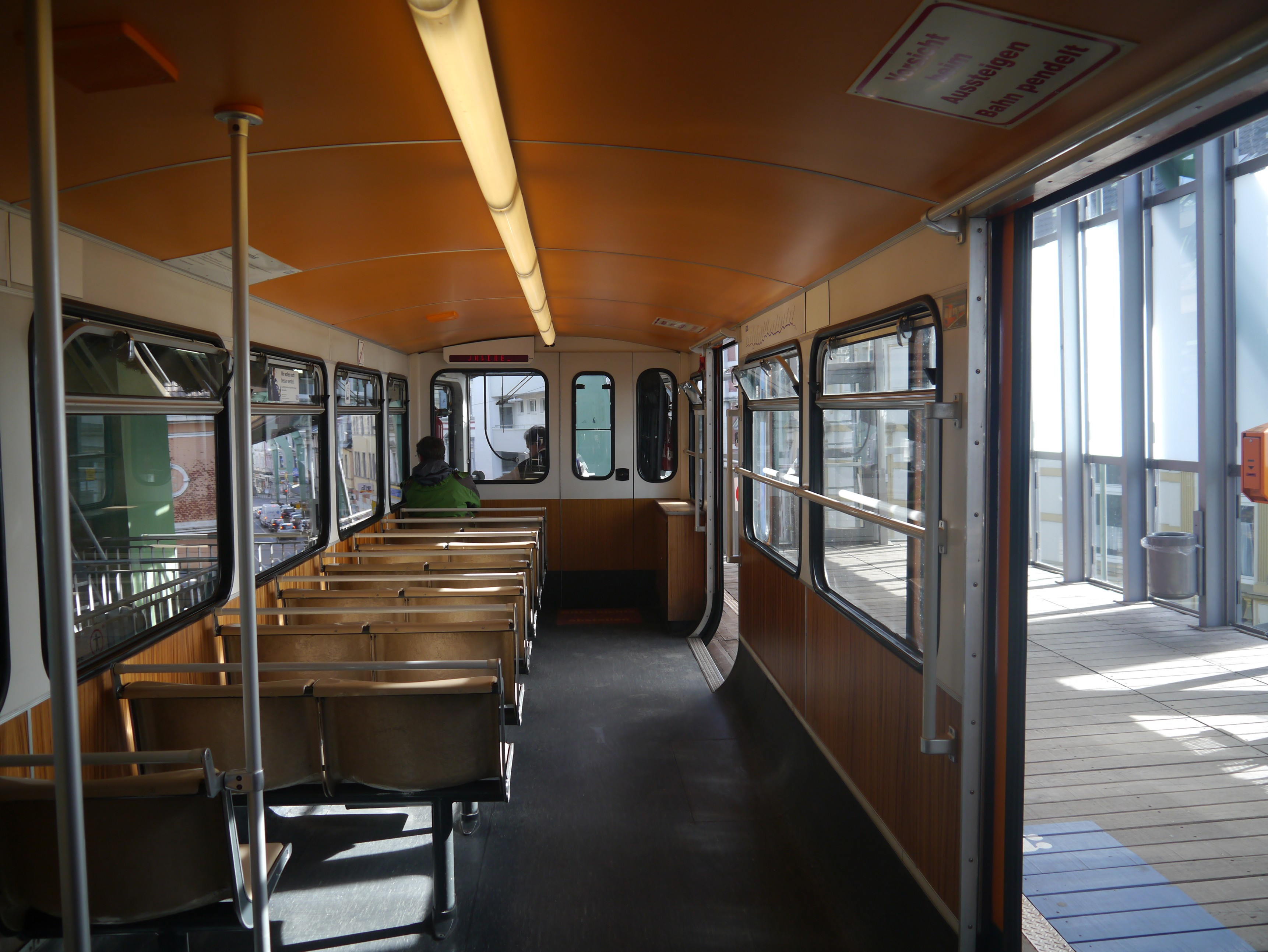
Interieur van een wagen

De Wuppertaler Schwebebahn (zweeftrein) is een hangend spoor in de Duitse stad Wuppertal, ontworpen door ingenieur Eugen Langen. De exploitatie begon op 1 maart 1901. Op 24 oktober 1900 maakte keizer Wilhelm II al een testrit, tijdens zijn bezoek aan de Wuppersteden Elberfeld en Barmen. Het bouwwerk is sinds mei 1997 een monument.  De lijn is 13,3 kilometer lang en telt 20 stations. 

## Geschiedenis
In het industriegebied Wuppertal bestond dringend behoefte aan grootschalig transport voor de aanvoer van grondstoffen en de uitvoer van producten. De keuze voor een Hochbahn kwam voort uit ruimtegebrek. De rivier de Wupper was in het dichtbebouwde gebied de enige plek die nog vrij was voor een spoorbaan. Ondernemer Friedrich Harkort liet in 1826 op eigen kosten een proefopstelling bouwen in Elberfeld. In 1887 werd door de zustersteden Barmen en Elberfeld een commissie opgericht die investeerders zocht en opdracht gaf. De bouw verliep in etappes en de totale bouw nam zes jaar in beslag.

## Constructie en route
De Einschienige Hängebahn System Eugen Langen is één traject, tweesporig (een per richting, er wordt rechts gereden) met eensporige keerlussen aan de twee uiteinden, met per spoor een monorail. Over deze rail rijden per treinstel vier motorstellen met elk twee stalen wielen. Het treinstel hangt onder deze motorstellen via een constructie om de rechterzijde van de spoorbaan. Het treinstel is dus zelf ook een eenrichtingsvoertuig. De wielen hebben aan beide zijden een wielflens. De wagens kunnen enigszins heen en weer schommelen. Ze hangen schuin in bochten en kunnen ook bij het in- en uitstappen wat heen en weer bewegen.
De lijn is met 470 stalen dragers op 12 meter hoogte gebouwd. Het traject is 13,3 kilometer lang en voert van Wuppertal-Vohwinkel in het westen via Wuppertal Hauptbahnhof naar Wuppertal-Oberbarmen in het oosten. De lijn loopt over een lengte van ruim 10 kilometer boven de rivier de Wupper, met de draagconstructie in omgekeerde V-vorm. Aan de westzijde, in het stadsdeel Vohwinkel, hangt 3 kilometer spoor boven de straat en boven onbebouwd terrein, met de draagconstructie in omgekeerde U-vorm.

## Exploitatie
De Wuppertaler Stadtwerke A.G. exploiteert de lijn onder het lijnnummer 60 conform het lijnnummerschema van het Verkehrsverbund Rhein-Ruhr. Dat nummer staat niet op de wagens vermeld omdat men ze herkenbaar genoeg acht. Het staat echter wel op de haltevertrekstaten en in de dienstregeling. De lijn is in bedrijf van ca. 5.00 tot ca. 23.00 uur met op de drukste tijden een frequentie van 3 tot 5 minuten en in de stille uren ten minste elke 15 minuten. Na 23.00 uur en in het weekeinde ook in de vroege ochtend rijdt er een nachtbuslijn. De Schwebebahn vervoert dagelijks (op werkdagen) ca. 82.000 reizigers en de tarieven van het VRR zijn van kracht.  

### Materieel
Tussen 1972 en 1974 werden door MAN SE 28 nieuwe treinstellen gebouwd met blauw/oranje huisstijl. Sinds het ongeluk in 1999 werd het betrokken rijtuig 4 afgevoerd en waren er nog 27 in dienst. De treinstellen waren dubbelgeleed en er waren dubbele banken aan de linkerkant en een gangpad aan de rechterkant, behalve in de kleine middenbak die langsbanken en geen buitendeuren heeft. In 2012 werden ook 19 en 21 afgevoerd en waren tot de komst van de volgende generatie rijtuigen nog 25 treinstellen beschikbaar. Eind 2016 zijn de eerste treinstellen van de nieuwe generatie gaan rijden met lichtblauwe huisstijl met dezelfde wagennummers. (GTW 15). Het treinstel waarin de keizer de openingsrit voor het eerste traject ondernam is behouden en rijdt als Kaiserwagen bij bijzondere gelegenheden.
De treinen rijden op 750 volt gelijkspanning. De bovenleiding bevindt zich onder de draagrail. 

### Perrons
De treinen zijn eenrichtingsvoertuigen met de deuren aan de rechterkant. De perrons bevinden zich dus aan weerszijden van het spoor, ze liggen hoog boven het maaiveld. Per zijde is er een aparte trap en lift. Aanvankelijk was er een muur met deuren langs het perron, maar het openen en sluiten van de deuren kostte te veel tijd. In 1921 werd de muur verwijderd en werden de perrons door middel van een vaste vloer, soms met metaalgaas, aan elkaar verbonden. Dit beschermt de onvoorzichtige passagier die naast het perron stapt en daardoor meters naar beneden zou vallen. Het gaas, of een hekje tussen de sporen, verhindert dat de passagiers vrijwillig de kortste weg naar het andere perron nemen, zodat de weg vrij blijft voor de treinen.

## Ongevallen
Een ongeluk waarbij doden vielen vond plaats op 12 april 1999. Treinstel 4 ontspoorde en viel in de Wupper. Daarna werd een wagen doorboord door een afgebroken draaistel dat naar beneden kwam. Bij dit ongeval vielen vijf doden en 46 gewonden. Oorzaak van het ongeluk was een stuk gereedschap dat 's nachts door een werker was achtergelaten. Sindsdien is het regel dat na werkzaamheden een proefrit met lage snelheid wordt gemaakt.
Opmerkelijk was het ongeval bij een reclamestunt door een circus. Het olifantje Tuffi werd op 21 juli 1950 in de Schwebebahn meegevoerd. Nadat het dier in paniek raakte viel het tien meter omlaag in de Wupper. De olifant overleefde de stunt.
Als gevolg van een ongeluk in november 2018 reed de Schwebebahn tot augustus 2019 geen passagiersdient.

## Afbeeldingen

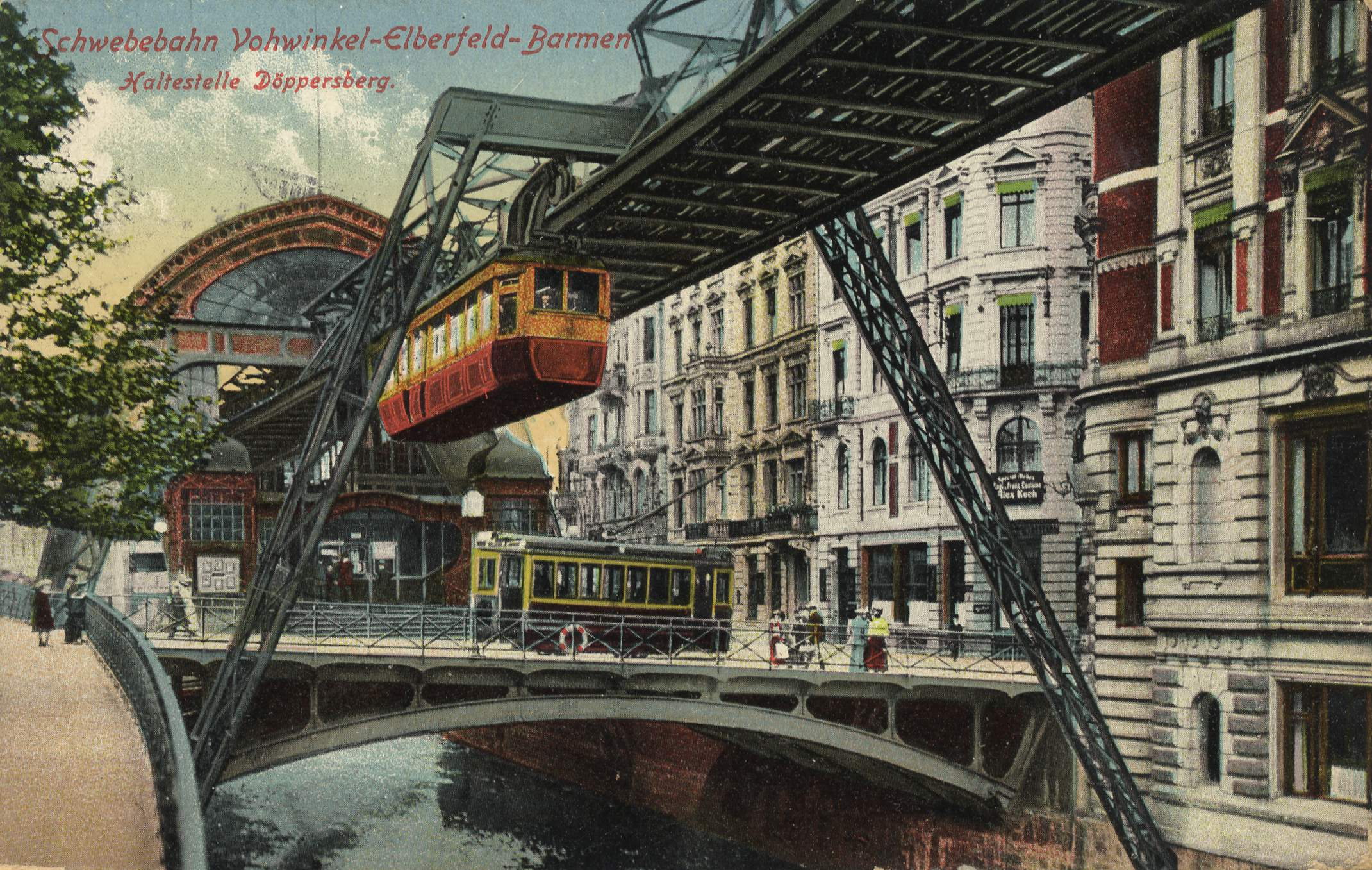
Ontmoeting met tram in 1912
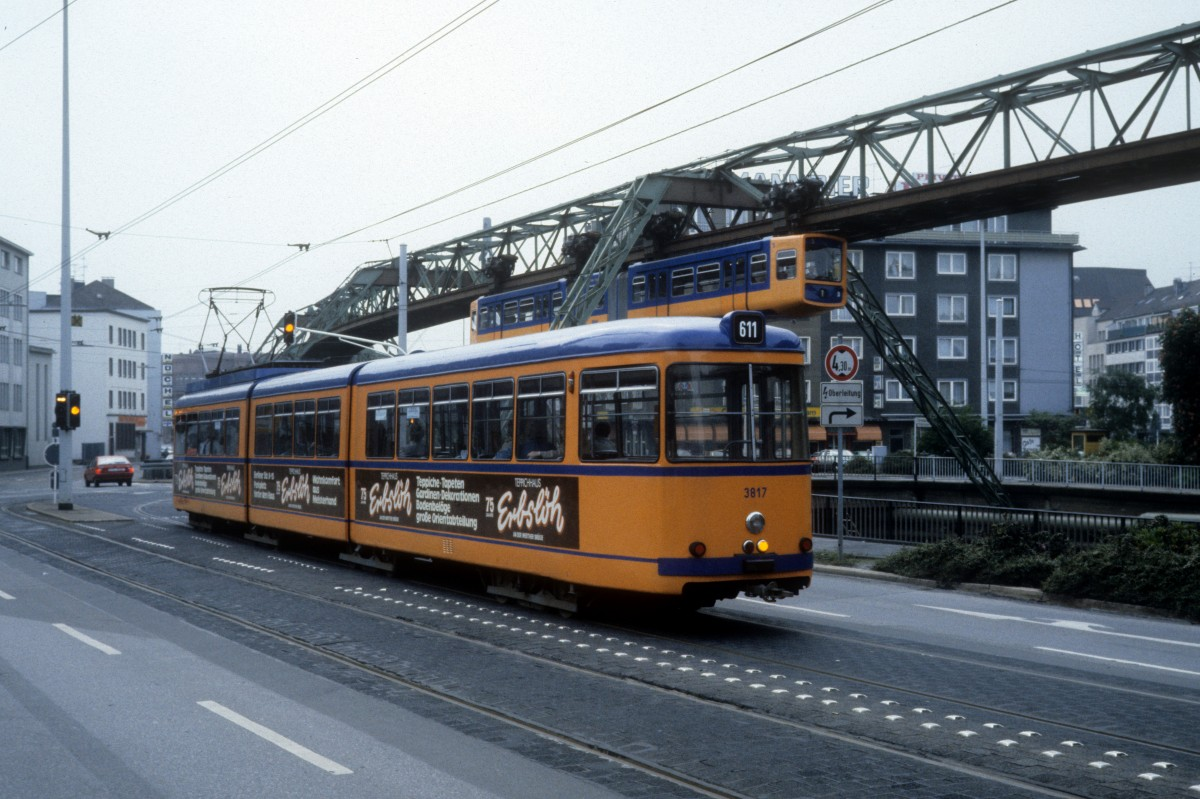
Tram en zweefbaanvoertuig in 1987
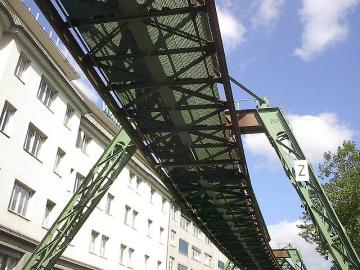
Zweefspoor bij Wuppertal Hbf
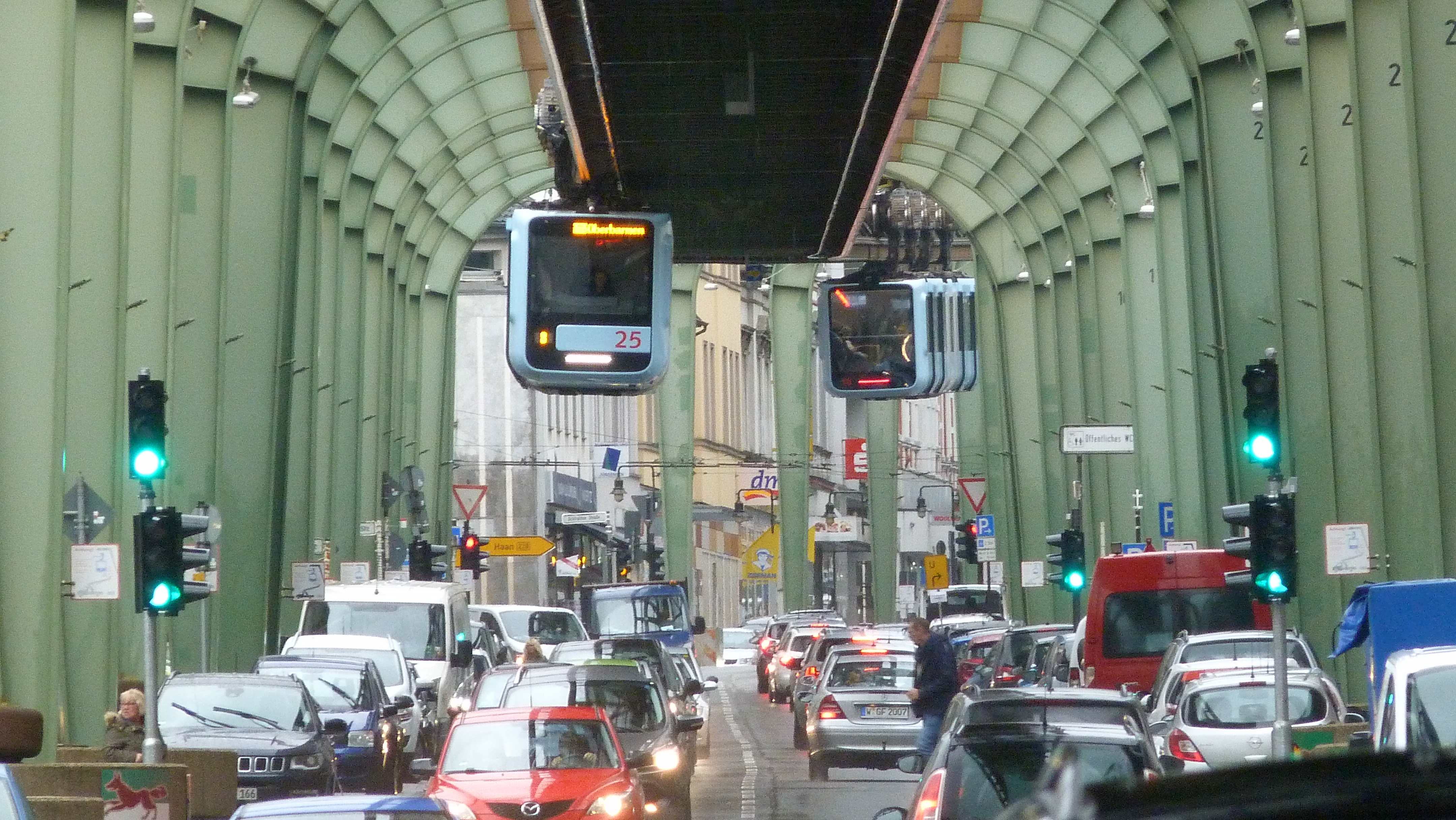
Zweefspoor boven de Kaiserstraße
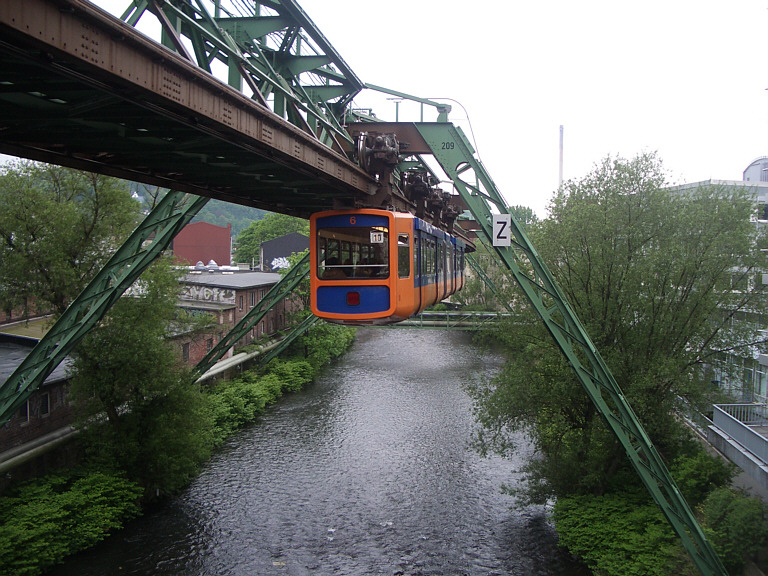
Zweefspoor boven de Wupper
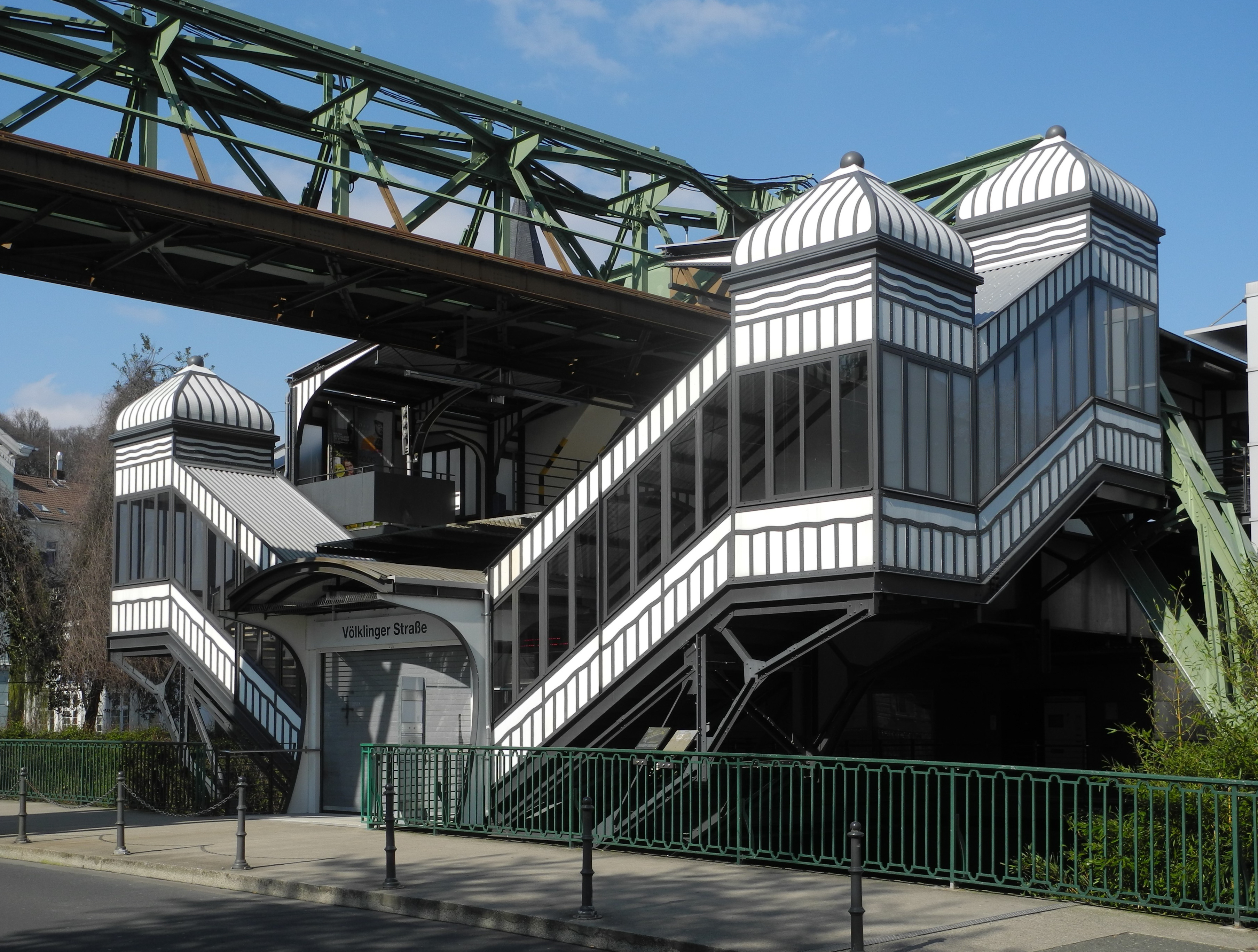
Het station Völklinger Straße
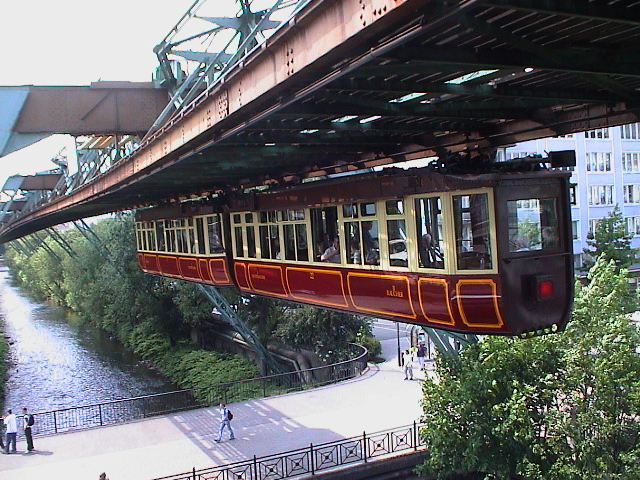
De Kaiserwagen
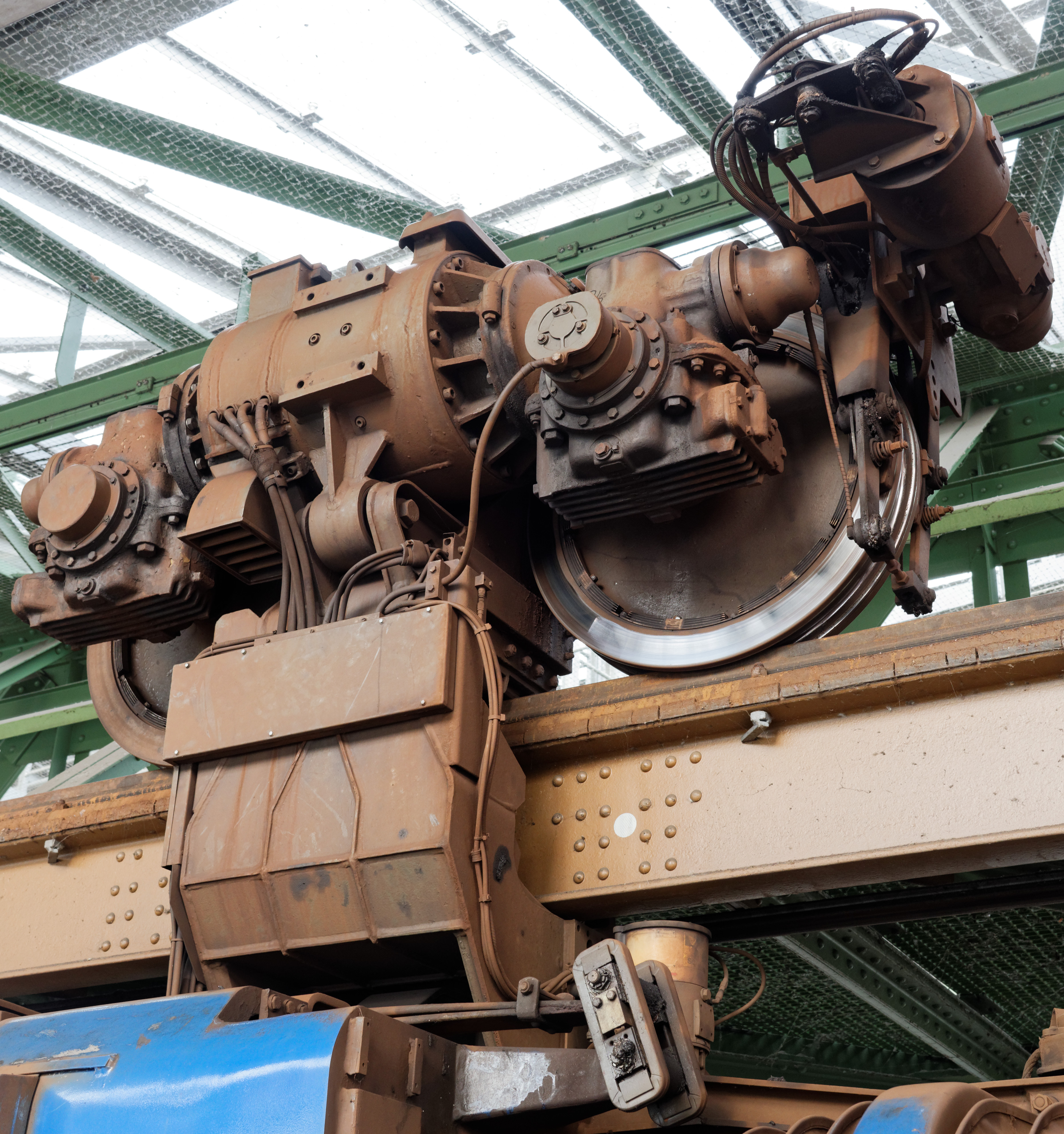
Motordraaistel van een zweeftram